# Reinhardshagen
Reinhardshagen település Németországban, Hessen tartományban. Lakosainak száma 4417 fő (2023. december 31.).

## Népesség
A település népességének változása:
| Lakosok száma | 4434 | 4414 | 4336 | 4391 | 4417 |
|               | 2017 | 2019 | 2021 | 2022 | 2023 |